# マリー・シュニュール

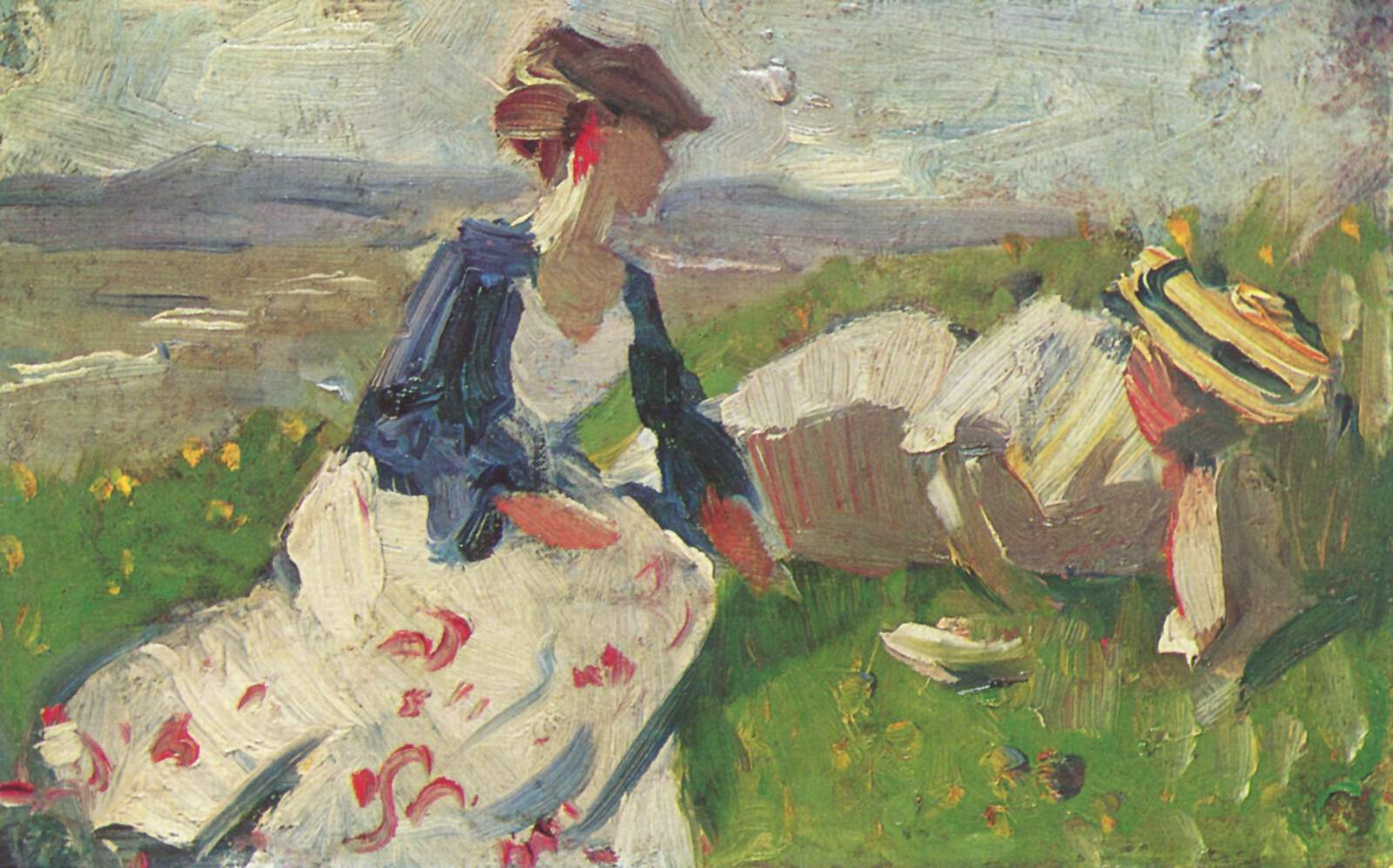
フランツ・マルクがマリー・シュニュール（左）とマリア・フランクを描いた『山の上の二人の女性』(1906)

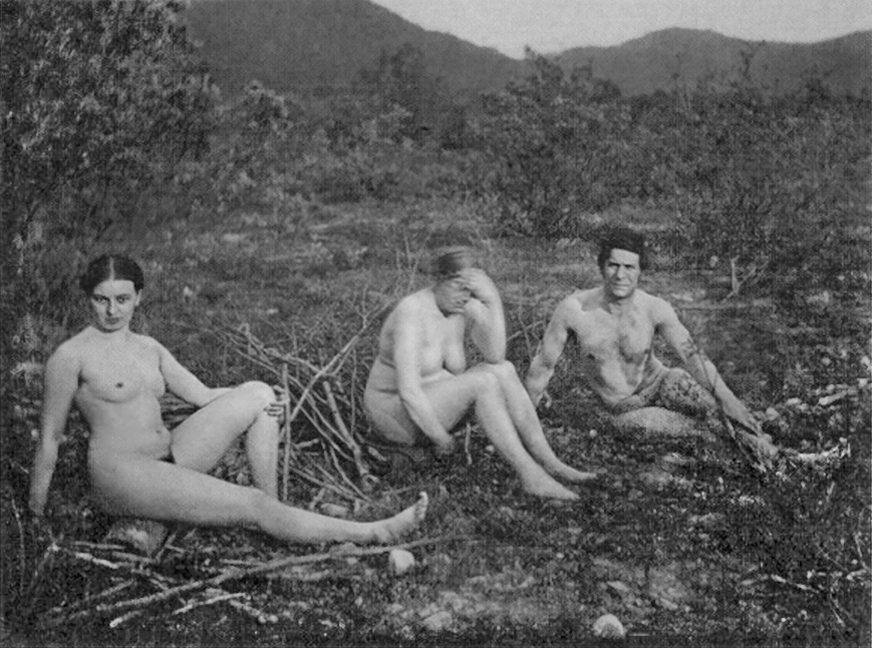
コッヘル湖畔のマリー・シュニュール（左）とマリア・フランクとフランツ・マルク

マリー・シュニュール（Marie Christine Henriette Margarete Schnür、1869年2月19日 - 1934年2月16日）は、ドイツの画家、イラストレーターである。1907年から1908年の間、有名な画家フランツ・マルクの最初の配偶者であった。

## 略歴
現在のドイツ、メクレンブルク＝フォアポンメルン州のWegezinで生まれた。父親はザクセン＝コーブルク＝ゴータ公国のコーブルクに広大な邸宅を持つ裕福なシュニュール家の一族であった。母親はメクレンブルク＝フォアポンメルンの荘園領主の娘だった。他の4人姉妹と育った。
ベルリン女性芸術家協会（Vereins der Berliner Künstlerinnen）の美術学校に入学し、イラストレーター、彫刻家のコンラート・フェール（Conrad Fehr: 1854-1933）に学んだ。すぐにグラフィック・デザインの才能が認められ、ミュンヘンで画家のルートヴィヒ・シュミット＝ロイテ（Ludwig Schmid-Reutte: 1862-1909）やヴィルヘルム・デュール（Wilhelm Dürr der Jüngere: 1857-1900）に学んだ。
ミュンヘンの芸術などを扱う雑誌「ユーゲント（Jugend）」でイラストレーターとして働くようになり  、しばしば表紙絵を描いた。書籍、詩集の挿絵も描き、「シルエット画」も制作した。ミュンヘンではゲルトラウト・ロストスキ（Gertraud Rostosky: 1876-1959）と親しく、ミュンヘン分離派の画家たちが1899年に結成した「Scholle」という美術家グループのメンバーと活動した。
ミュンヘン女性芸術家協会の美術学校で静物画を教え、美術学校の同僚教師であった11歳年下のフランツ・マルク（1880–1916）や学生として入学したきたマリア・フランク（Maria Franck: 1876-1955）と友人になった。1906年の夏、マルクの提案で、3人はバイエルン・アルプスの湖畔の村、コッヘル・アム・ゼー（Kochel am See）に数か月間滞在した。この間、マルクはマリー・シュニュールとマリア・フランクを一緒に描いた絵画「山の上の二人の女性」を制作し、マルクの弟ポールは、コッヘル湖畔で3人が一緒に写っているヌード写真を撮った。
マリー・シュニュールは1906年2月19日にパリで密かに隠し子を出産していて、子供の父親については、ミュンヘン美術院の教授のアンジェロ・ヤンク（1868-1940）とも ミュンヘンの医学生のアウグスト・ガリンガー（August Gallinger: 1871-1959）であった ともいわれている。法律上の問題から、未婚の女性が、子供を一人で育てることはできなかったので、シフィノウイシチェに住む母親に子供に預けていた。後にマルクの二人目の配偶者になったマリア・フランクの回想記によれば、フランツ・マルクはシュニュールの問題を解決するためにシュニュールと結婚することを申し出て、1907年3月27日にミュンヘンで形式的に結婚したとされ、1908年7月に離婚している。フランツ・マルクとマリア・フランクは長く婚約関係にあったが、ミュンヘンで結婚式を挙げたのは1913年2月である。しかしながらこれらの経緯は、本当でない可能性がある。
シュニュールは1908年にマルクと離婚した年に母親が亡くなり、シフィノウイシチェに移ったが、1918年にはベルリンで活動していた。
マリー・シュニュールは1934年にシフィノウイシチェで亡くなった。

## 作品

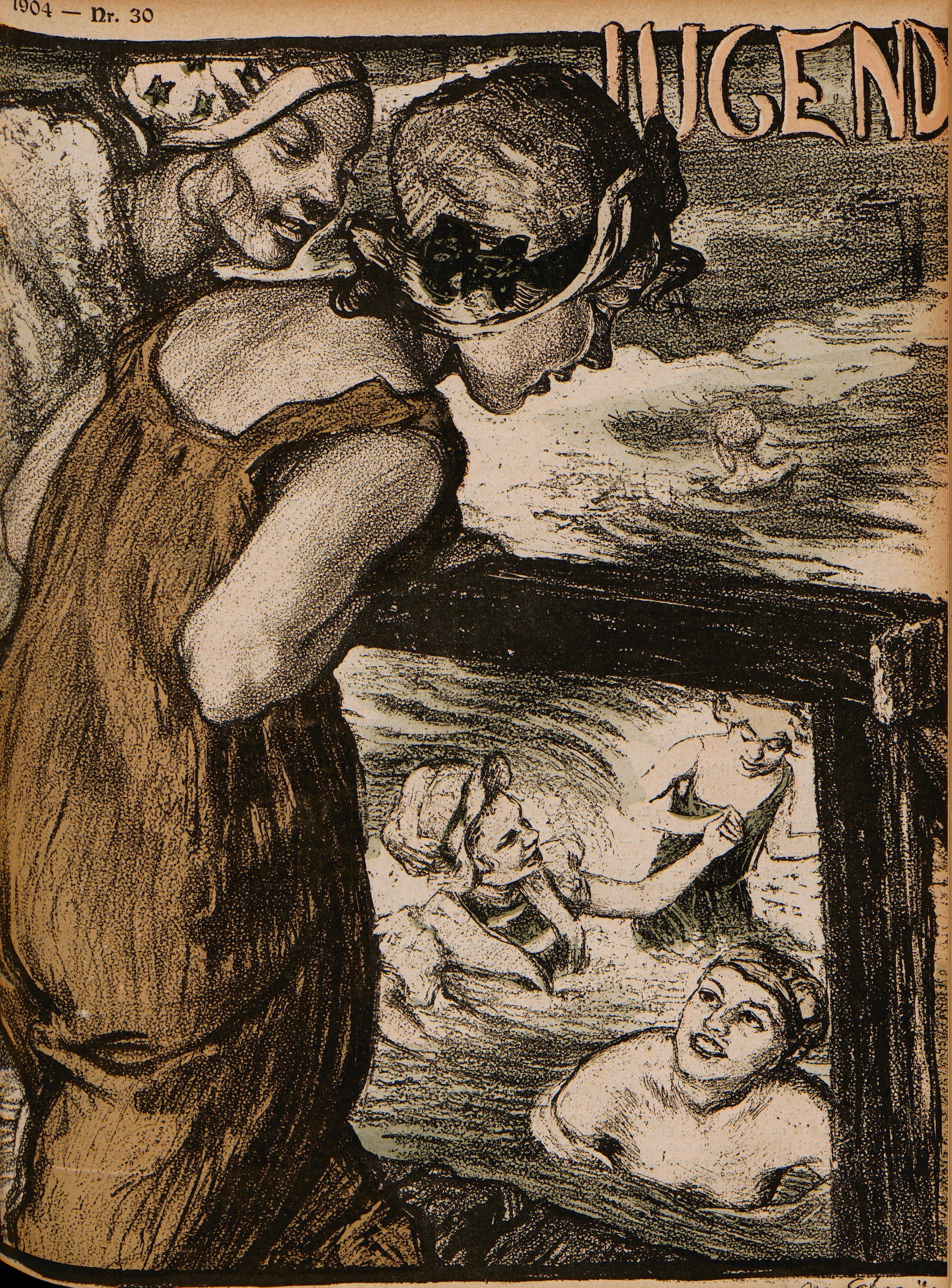
1904年の雑誌「ユーゲント（Jugend）」の挿絵
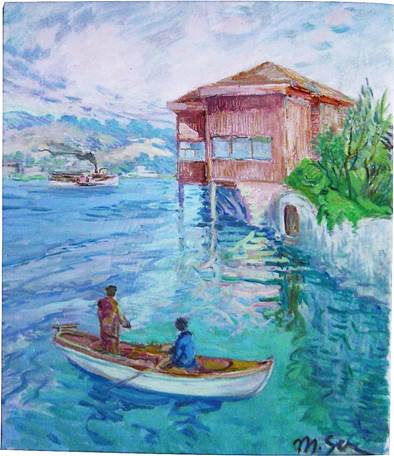
アルプスの湖畔のバスハウス
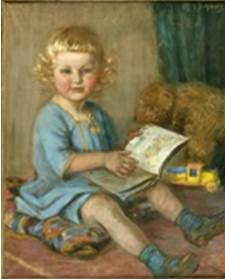
絵本と子供
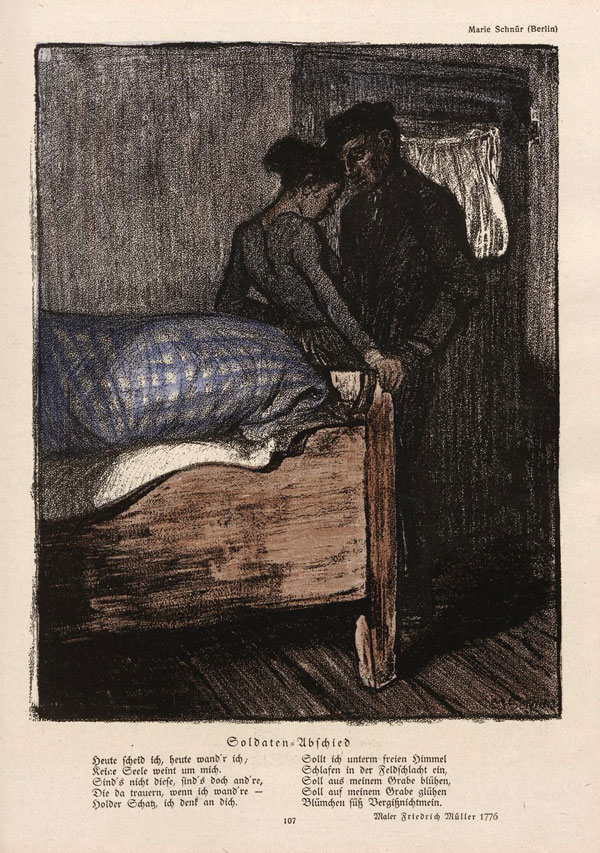
歌詞集挿絵